# Ex on the Beach Italia (temporada 3)
Artículo Principal: Ex on the Beach Italia
La tercera temporada de Ex on the Beach Italia, un programa de telerrealidad italiano transmitido por MTV Italia, basado en la serie británica del mismo nombre. Se anunció en junio de 2021 y se estrenó el 13 de octubre de ese mismo año. La lista oficial de los miembros del reparto fue confirmado con una imagen difundida en las redes, incluye cuatro chicos solteros, así como cuatro chicas solteras. Cecilia Rodriguez e Ignazio Moser se desarrollan como anfitriones del programa.
También se confirmó una serie de cuatro episodios especiales, los cuales fueron estrenados entre el 15 de septiembre y 22 de septiembre bajo el nombre de "Ex On The Beach Italia - What Happened Next" en los cuales se da a conocer todo lo que les sucedió a los miembros del reparto de la primera y segunda temporada una vez que volvieron a la vida cotidiana, mientras que el 29 de septiembre y 2 de octubre se estrenaron los dos últimos episodios titulados como "Ex On The Beach Italia - Casting" en donde se mostraron los casting e todos los miembros del reparto.

## Reparto
- Negrita indica miembro de reparto original; todos los otros participantes son considerados ex.

| Episodios | Nombre              | Edad   | Procedencia   | Exes                              |
| --------- | ------------------- | ------ | ------------- | --------------------------------- |
| 8         | Cecilia Palloni     | 22     | Bergamo       | Stefano Spelta                    |
| 10        | Donato Russillo     | 27     | Roma          | Sara La Pietra                    |
| 10        | Federica Tirassa    |        | Ivrea         | Carmine Pellino                   |
| 10        | Federico Alpone     | 22     | Torino        | Giulia Dell'Aiera, Sara La Pietra |
| 6         | Giampaolo Calvaresi | 29     | Milano        | Gabriella Alluigi                 |
| 7         | Khady Gueye         | 24     | Milano        | Dario Fabris                      |
| 10        | Luana Cerbino       | 27     | Roma          | Sasha Donatelli                   |
| 10        | Manuel Dosio        | 23     | Forli         | Susan Larcher                     |
| 4         | Syria Zito          | 21     | Ladispoli     | Giordano Perotti                  |
|           |                     |        |               |                                   |
| 4         | Stefano Spelta      |        | Milano        | Cecilia Palloni                   |
| 5         | Gabriella Alluigi   |        |               | Giampaolo Calvaresi               |
| 8         | Giordano Perotti    | 22     | Roma          | Ludovica Petrella, Syria Zito     |
| 7         | Sasha Donatelli     | 28     | Roma          | Luana Cerbino                     |
| 6         | Sara La Pietra      | 24     | Torino        | Donato Russillo, Federico Alpone  |
| 1         | Dario Fabris        | 30     | Milano        | Khady Gueye                       |
| 5         | Giulia Dell'Aiera   | 25     | Torino        | Federico Alpone                   |
| 4         | Ludovica Petrella   |        | Roma          | Giordano Perotti                  |
| 3         | Susan Larcher       | 22     |               | Andrea Coletti, Manuel Dosio      |
| 2         | Carmine Pellino     | 33     | Milano        | Federica Tirassa                  |
| 1         | Andrea Coletti      | Milano | Susan Larcher |                                   |

#### Duración del reparto
| Cecilia   |  |  |  |  |  |  |  |  |  |  |
| Donato    |  |  |  |  |  |  |  |  |  |  |
| Federica  |  |  |  |  |  |  |  |  |  |  |
| Federico  |  |  |  |  |  |  |  |  |  |  |
| Giampaolo |  |  |  |  |  |  |  |  |  |  |
| Khady     |  |  |  |  |  |  |  |  |  |  |
| Luana     |  |  |  |  |  |  |  |  |  |  |
| Manuel    |  |  |  |  |  |  |  |  |  |  |
| Syria     |  |  |  |  |  |  |  |  |  |  |
|           |  |  |  |  |  |  |  |  |  |  |
| Stefano   |  |  |  |  |  |  |  |  |  |  |
| Gabriella |  |  |  |  |  |  |  |  |  |  |
| Giordano  |  |  |  |  |  |  |  |  |  |  |
| Sasha     |  |  |  |  |  |  |  |  |  |  |
| Sara      |  |  |  |  |  |  |  |  |  |  |
| Dario     |  |  |  |  |  |  |  |  |  |  |
| Giulia    |  |  |  |  |  |  |  |  |  |  |
| Ludovica  |  |  |  |  |  |  |  |  |  |  |
| Susan     |  |  |  |  |  |  |  |  |  |  |
| Carmine   |  |  |  |  |  |  |  |  |  |  |
| Andrea    |  |  |  |  |  |  |  |  |  |  |

Notas
     = "Miembro del reparto" aparece en este episodio.
     = "Miembro del reparto" llega a la playa.
     = "Miembro del reparto" tiene un ex la playa.
     = "Miembro del reparto" tiene dos exes en la playa en el mismo episodio.
     = "Miembro del reparto" llega a la playa y un ex llega durante el mismo episodio.
     = "Miembro del reparto" sale de la playa.
     = "Miembro del reparto" Tiene un ex en la playa y se retira de la casa.
     = "Miembro del reparto" no aparece en este episodio.
     = "Miembro del reparto" llega a la playa y se retira en el mismo episodio.

## Episodios
| N.º (total) | N.º (temp.) | Título        | Estreno en Italia       |
| ----------- | ----------- | ------------- | ----------------------- |
| 19          | 1           | «Episodio 1»  | 13 de octubre de 2021   |
| 20          | 2           | «Episodio 2»  | 20 de octubre de 2021   |
| 21          | 3           | «Episodio 3»  | 27 de octubre de 2021   |
| 22          | 4           | «Episodio 4»  | 3 de noviembre de 2021  |
| 23          | 5           | «Episodio 5»  | 10 de noviembre de 2021 |
| 24          | 6           | «Episodio 6»  | 17 de noviembre de 2021 |
| 25          | 7           | «Episodio 7»  | 24 de noviembre de 2021 |
| 26          | 8           | «Episodio 8»  | 1 de diciembre de 2021  |
| 27          | 9           | «Episodio 9»  | 8 de diciembre de 2021  |
| 28          | 10          | «Episodio 10» | 15 de diciembre de 2021 |